# Bisso 350
Bisso 350 (Anna 4) — плавучий кран, що належить до типу derrick barge (судна, призначені для виконання робіт в умовах бурхливого моря).
Споруджений на італійській верфі Fincantieri Trieste у 1979 році. Основне обладнання становить кран Manitowoc 3900 з вантажопідйомністю до 350 тонн. Судно несамохідне та пересувається до місця виконання робіт за допомогою буксирів. На борту можливе розміщення 64 осіб (опціонально до 76 осіб).
До року 1998 року використовувався під назвою Anna, після чого до 2009-го мав назву  Anna 4.  В цей період він, зокрема, взяв участь у спорудженні офшорної трансформаторної підстанції на ВЕС Гунфліт-Сандс у Північному морі біля узбережжя Ессексу (листопад 2008).
У 2009-му був викуплений американською компанією Bisso Marine та перейменований на Bisso 350.